# Вовченко, Фёдор Яковлевич
Фёдор Яковлевич Во́вченко (1912—1981) — учёный-селекционер в овцеводстве.

## Биография
Родился 4 (17 февраля) 1912 года в селе Райгородок (ныне — Бурабайский район, Акмолинская область, Казахстан).
В 1935 году окончил Новосибирский сельскохозяйственный техникум и был назначен зоотехником Рубцовского райземотдела (Алтайский край).
В том же году перешёл работать в хозяйство, стал старшим, а потом главным зоотехником овцеводческого колхоза «Сибмеринос» (позже назывался «Страна Советов»). Занимался выведением новой тонкорунной породы овец, приспособленной к суровым сибирским условиям.
Участник Великой Отечественной войны. Четырежды ранен. В 1947 году окончил Высшую школу бонитёров-овцеводов при Новосибирском НИИ животноводства.
Проживал в селе Новониколаевка Рубцовского района.
Скончался в 1981 году.
В 1972 году в Алтайском крае была учреждена премия его имени, вручавшаяся лучшим животноводам.

## Награды, премии и звания
- Сталинская премия третьей степени (1949) — за выведение новой высокопродуктивной тонкорунной породы овец «Сибирский рамбулье»
- заслуженный зоотехник РСФСР (1961)
- Герой Социалистического Труда (1966)
- орден Трудового Красного Знамени
- орден Октябрьской Революции
- орден Красной Звезды (13.12.1944)
- два ордена «Знак Почета»
- медали